# 8405 أسبولوس
8405 أسبولوس /ˈæzbələs/ كويكب من فئة القنطور في المجال الشمسي الخارجي بين مداري المشتري ونبتون . تم اكتشافه في 5 أبريل 1995 على يد جيمس سكوتي وروبرت جيديكي من سبيس واتش من مرصد كيت بيك في أريزونا، الولايات المتحدة. تم تسميته على اسم أسبولوس ، وهو قنطور في الأساطير اليونانية ويبلغ قطره حوالي 80 كيلومترًا.

## المدار والتصنيف
لدى هذا القنطور عمر ديناميكي قصير بسبب الاضطرابات التي تسببها الكواكب العملاقة. يُقدر أن عمر النصف المداري لأسبولوس بحوالي 860 ألف سنة . يتم تصنيف أسبولوس حاليًا باعتباره قنطورًا كبيرًا نظرًا لأن زحل يُعتقد أنه يتحكم في الحضيض ونبتون يتحكم في أوجه.
يبلغ الحضيض حاليًا 6.8 وحدة فلكية ، لذلك فهو أيضًا متأثر بكوكب المشتري. القنطورات ذات الحضيض الشمسي أقل من 6.6 حدة فلكية تتأثر ا بشدة بكوكب المشتري، و يُعتقد أنه ذات حضيضًا شمسيًا وفي نفس الوقت يكون تحت سيطرة كوكب المشتري. في غضون عشرة آلاف عام تقريبًا، تشير محاكاة مدار أسبولوس إلى أن تصنيف الحضيض الشمسي الخاص به قد يقع تحت سيطرة كوكب المشتري.

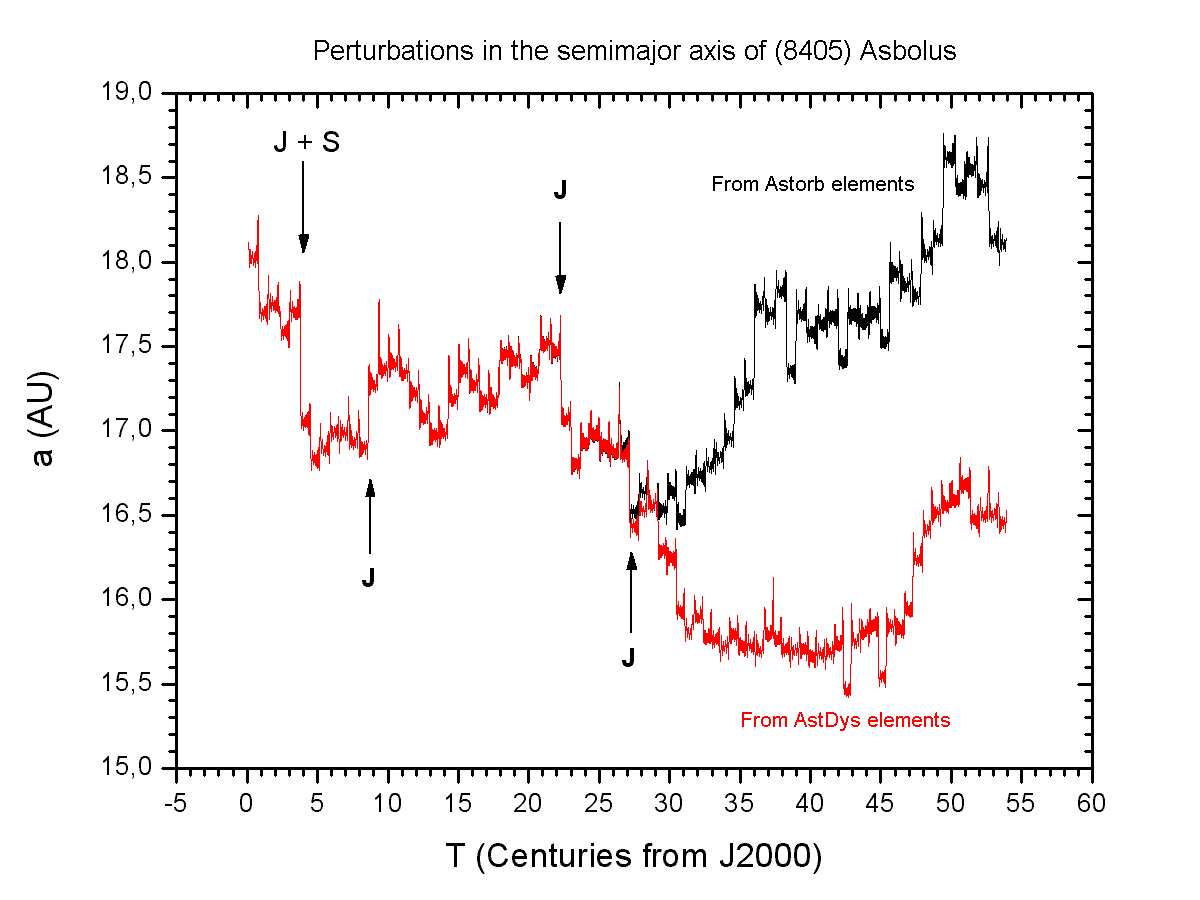
الاضطرابات المدارية : التغيرات في المحور شبه الرئيسي لكوكب أسبولوس خلال 5500 سنة قادمة. بعد اللقاء مع كوكب المشتري بعد 2700 سنة، يصبح المدار غير قابل للتنبؤ.

من الصعب التنبؤ بالمدار الكلي وموقع أسبولس بعد بضعة آلاف من السنين بسبب الأخطاء في المسار المعروف بالإضافة إلى تضخيم الخطأ بسبب الاضطرابات الناجمة عن جميع الكواكب العملاقة ، وإمكانية حدوث اضطراب نتيجة لانبعاثات الغازات المذنبية والتفتت. بالمقارنة مع القنطور 7066 نيسوس ، فإن مدار أسبولوس حاليا أكثر فوضوية بكثير.

## التسمية
تم تسمية هذا الكوكب الصغير من الأساطير اليونانية على اسم أسبولوس (باليونانية تعني "السخامي"، "الأسود")، وهو قنطور قادر على قراءة الطالع من طيران الطيور. أثار حمام دم حيث التقى القنطوران تشيرون و فولوس بموتهما على يد هرقل . تمت تسمية الكواكب الصغيرة 2060 كايرون و5145 فولوس و5143 هرقل على اسم هذه الشخصيات اليونانية القديمة الأسطورية. تم نشر الاستشهاد الرسمي بالتسمية في 28 سبتمبر 1999 ( M.P.C. 36128 ).

## خصائصه الفيزيائية
لم يتم التقاط أي صور واضحة له على الإطلاق، ولكن في عام 1998 كشف التحليل الطيفي لتركيبه بواسطة تلسكوب هابل الفضائي عن وجود فوهة اصطدام جديدة على سطحه، يقل عمرها عن 10 ملايين سنة. القنطورات داكنة اللون لأن أسطحها الجليدية أصبحت داكنة بعد التعرض الطويل للإشعاع الشمسي والرياح الشمسية . ومع ذلك فإن الحفر الجديدة تستخرج المزيد من الجليد العاكس من تحت السطح، وهذا ما اكتشفه هابل على أسبولوس.

## روابط خارجية
- قاعدة بيانات منحنى ضوء الكويكبات (LCDB) ، نموذج الاستعلام ( المعلومات نسخة محفوظة 16 December 2017 على موقع واي باك مشين. )
- قاموس أسماء الكواكب الصغيرة ، كتب جوجل
- منحنيات دوران الكويكبات والمذنبات، CdR – مرصد جنيف، راؤول بهريند
- ظروف الاكتشاف: الكواكب الصغيرة المرقمة (5001) - (10000) - مركز الكواكب الصغيرة
- قالب:AstDys
- 8405 أسبولوس في قاعدة بيانات مختبر الدفع النفاث لأجرام النظام الشمسي الصغيرة

- الاكتشاف · مخطط المدار ·  العناصر المدارية · المعلمات المادية